# آرسنید ایتریم (III)
آرسنید ایتریم(III) (به انگلیسی: Yttrium(III) arsenide) با فرمول شیمیایی YAs یک ترکیب شیمیایی است. که جرم مولی آن ۱۶۳٫۸۲۸ g/mol می‌باشد. شکل ظاهری این ترکیب، بلورهای دستگاه بلوری مکعبی زرد است.